# 天主教薩爾塔總教區
天主教薩爾塔總教區（拉丁語：Archidioecesis Saltensis）是阿根廷一個羅馬天主教教省總教區，下轄三個教區、兩個自治監督區。是該國十三個總教區之一。
1806年3月28日升為教區。1934年4月20日升為總教區。
總教區範圍包括薩爾塔省十五縣、胡胡伊省西南部一縣。2010年有教友717,000人（佔轄區總人口90.0%）、五十七個堂區、138名司鐸。現任教區總主教為馬里奧·安多尼·卡奈羅。